# ليقو منيدستورمز أر سي إكس

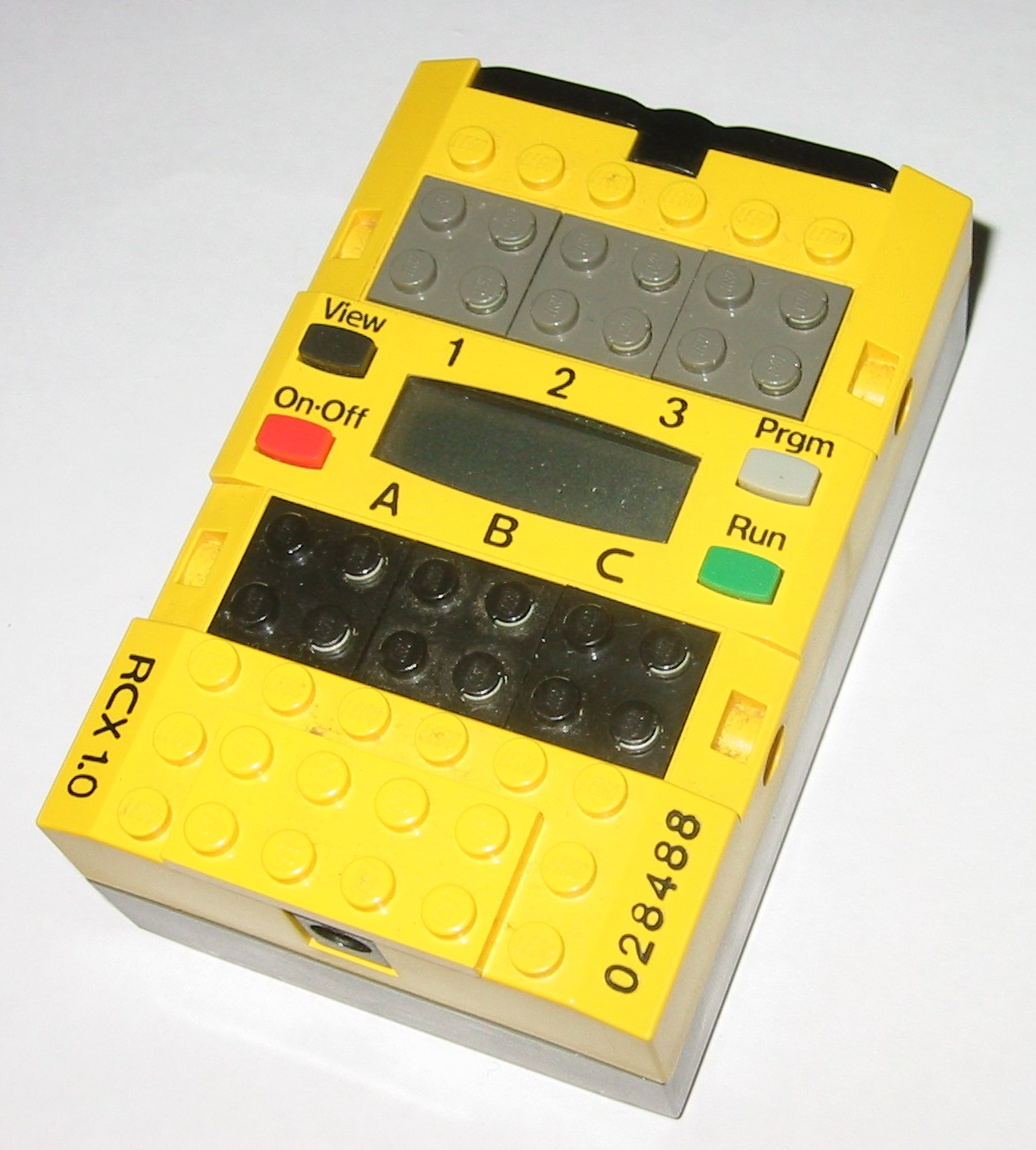
لبنة RCX وهو عقل الروبوت.

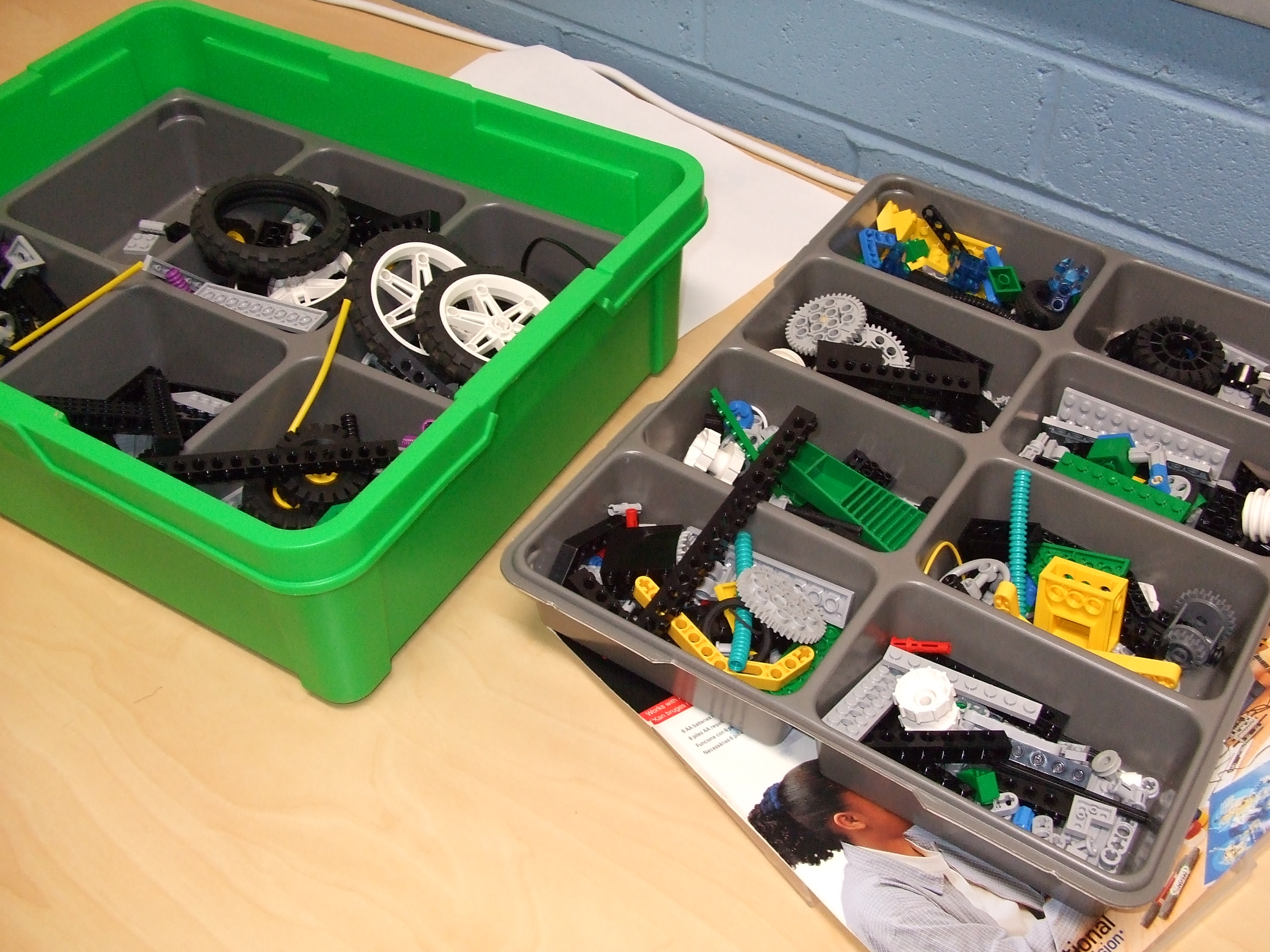
حقيبة RCX تعليمية.

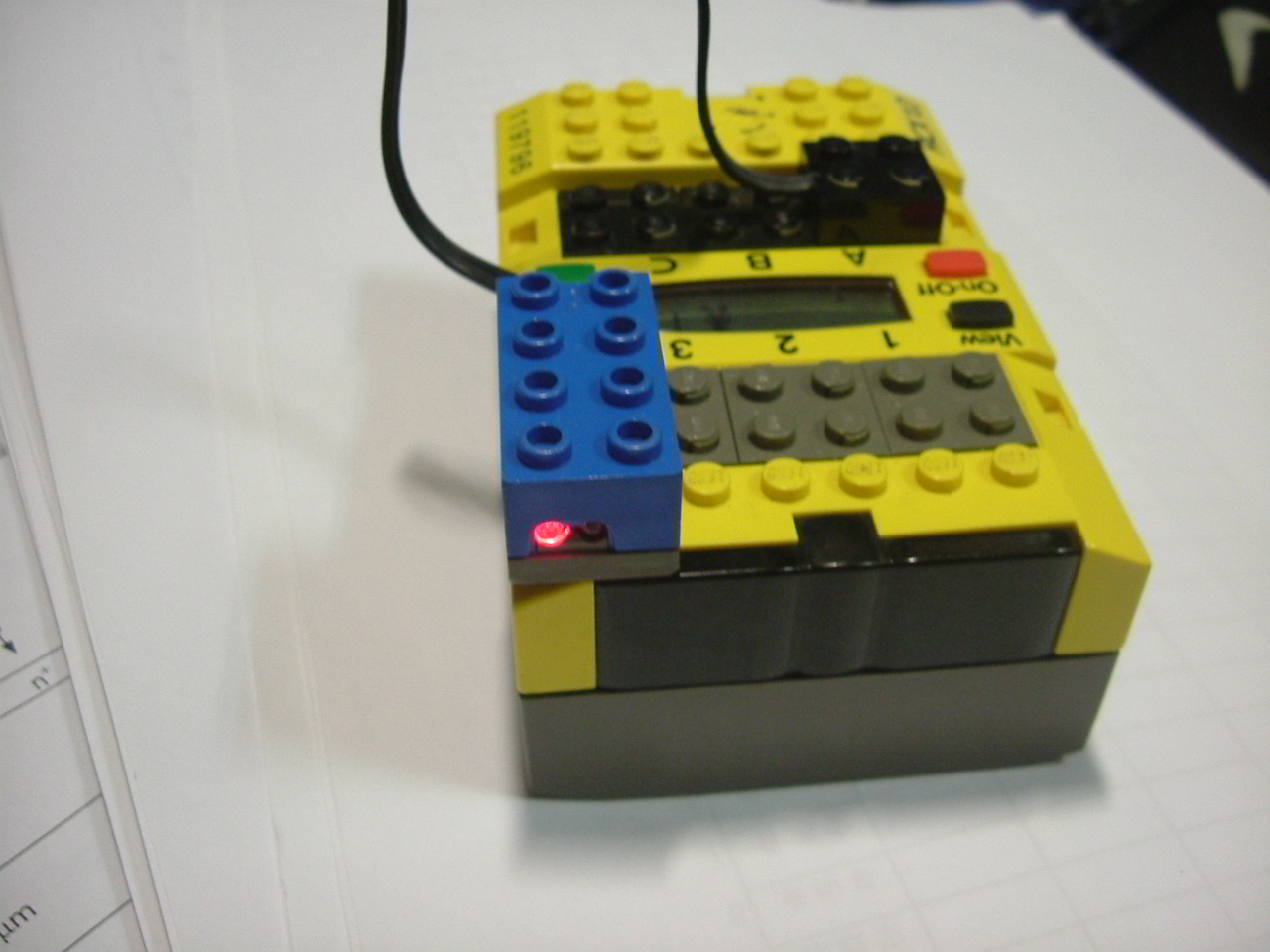
حساس ضوئي لروبوت RCX.

ليقو منيدستورمز أر سي إكس (بالإنجليزية: Lego Mindstorms RCX) هي مجموعة من حقائب الروبوت، من إنتاج شركة ليغو العالمية، تم إنتاجها في خريف عام 1998. و(ليغو منيدستورمز أر سي إكس) أول روبوت لشركة ليغو وهو حصيلة تعاون بين معهد معهد ماساتشوستس للتكنولوجيا وشركة ليغو.

## حقائب تعليمية
1. الحقيبة الأولى ليغو منيدستورمز أر سي إكس التي تستخدم منفذ COM رقم الحقيبة (9793) وهي مناسبة لمن هم في سن 11 سنوات وأكبر.
2. الحقيبة الثانية ليغو منيدستورمز أر سي إكس التي تستخدم منفذ يو إس بي رقم الحقيبة (9794) وهي مناسبة لمن هم في سن 11 سنوات وأكبر.

## حقائب للهواة
يوجد حقايبتين للهواة هي :
1. الحقيبة الأولى ليغو منيدستورمز أر سي إكس وهي مناسبة لمن هم في سن 11 سنوات وأكبر.
2. الحقيبة الثانية ليغو منيدستورمز أر سي إكس وهي مناسبة لمن هم في سن 11 سنوات وأكبر.

## البرمجة
تنقسم البرمجة من خلال الحاسب الآلي إلى:
1. برامج تعتمد على الرسومات (بلوك).
2. برامج تعتمد على الكود البرمجي (مجموعة أوامر نصية).
3. برامج تتيح لك الاختيار بين النوعين السابقين.

من البرامج التي أنتجتها شركة ليغو وهي تعتمد على الرسومات (بلوك) Robolab.